# Tadayo Fukuo
Tadayo Fukuo (福王 忠世 Fukuo Tadayo?, nacido el 6 de mayo de 1984 en Hyogo) es un futbolista japonés que se desempeña como defensa.

## Trayectoria

### Clubes
| Club            | País  | Año         |
| --------------- | ----- | ----------- |
| Cerezo Osaka    | Japón | 2003 - 2004 |
| Roasso Kumamoto | Japón | 2005 - 2013 |
| Gainare Tottori | Japón | 2014        |
| Fujieda MYFC    | Japón | 2015 - 2017 |

## Estadística de carrera

### J. League
| Club            | Año   | J. League | J. League | Copa J. League | Copa J. League | Total | Total |
| Club            | Año   | Part.     | Goles     | Part.          | Goles          | Part. | Goles |
| --------------- | ----- | --------- | --------- | -------------- | -------------- | ----- | ----- |
| Cerezo Osaka    | 2003  | 0         | 0         | 0              | 0              | 0     | 0     |
| Cerezo Osaka    | 2004  | 0         | 0         | 0              | 0              | 0     | 0     |
| Roasso Kumamoto | 2008  | 31        | 0         | -              | -              | 31    | 0     |
| Roasso Kumamoto | 2009  | 35        | 3         | -              | -              | 35    | 3     |
| Roasso Kumamoto | 2010  | 33        | 1         | -              | -              | 33    | 1     |
| Roasso Kumamoto | 2011  | 17        | 0         | -              | -              | 17    | 0     |
| Roasso Kumamoto | 2012  | 11        | 0         | -              | -              | 11    | 0     |
| Roasso Kumamoto | 2013  | 5         | 0         | -              | -              | 5     | 0     |
| Gainare Tottori | 2014  | 25        | 0         | -              | -              | 25    | 0     |
| Fujieda MYFC    | 2015  | 23        | 0         | -              | -              | 23    | 0     |
| Fujieda MYFC    | 2016  | 23        | 1         | -              | -              | 23    | 1     |
| Fujieda MYFC    | 2017  | 3         | 0         | -              | -              | 3     | 0     |
| Total           | Total | 206       | 5         | 0              | 0              | 206   | 5     |